# Chorulla
Chorulla (polnisch Chorula [xɔ'rula]) ist ein Ort in der Stadt- und Landgemeinde Gogolin im Powiat Krapkowicki der Woiwodschaft Opole in Polen.

## Geographie

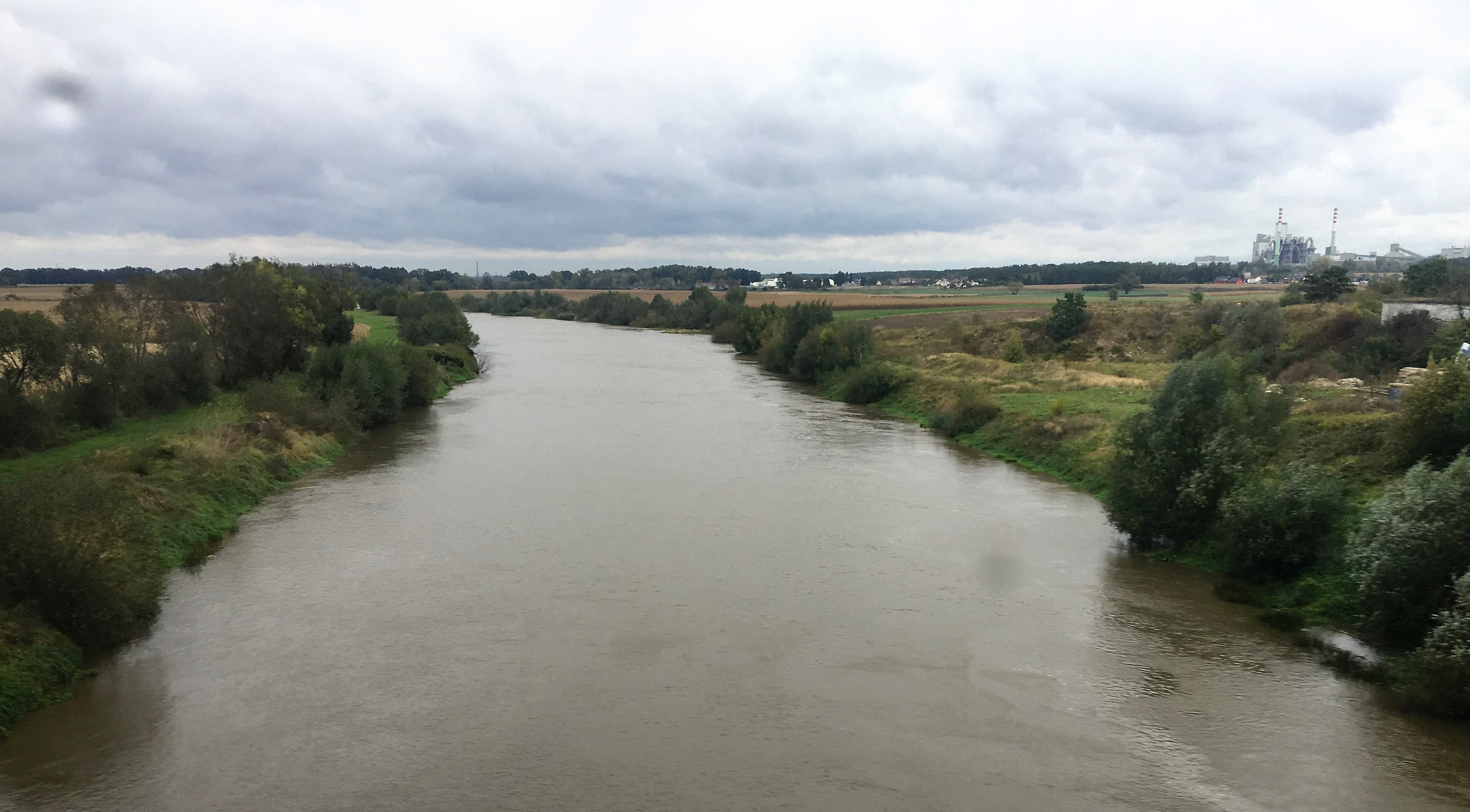
Oder bei Chorulla

Das Angerdorf Chorulla liegt acht Kilometer nordwestlich von Gogolin, acht Kilometer nördlich von Krapkowice (Krappitz) und 15 Kilometer südlich von Opole (Oppeln) in der Nizina Śląska (Schlesischen Tiefebene) am rechten Ufer der Oder. Durch den Ort verläuft die Woiwodschaftsstraße Droga wojewódzka 423.
Nachbarorte von Chorulla sind im Norden Konty (Kąty Opolskie), im Osten Goradze (Górażdże) und im Süden Mallnie (Malnia). Auf der gegenüberliegenden Oderseite liegt Dąbrówka Górna (Dombrowka a./Oder).

## Geschichte

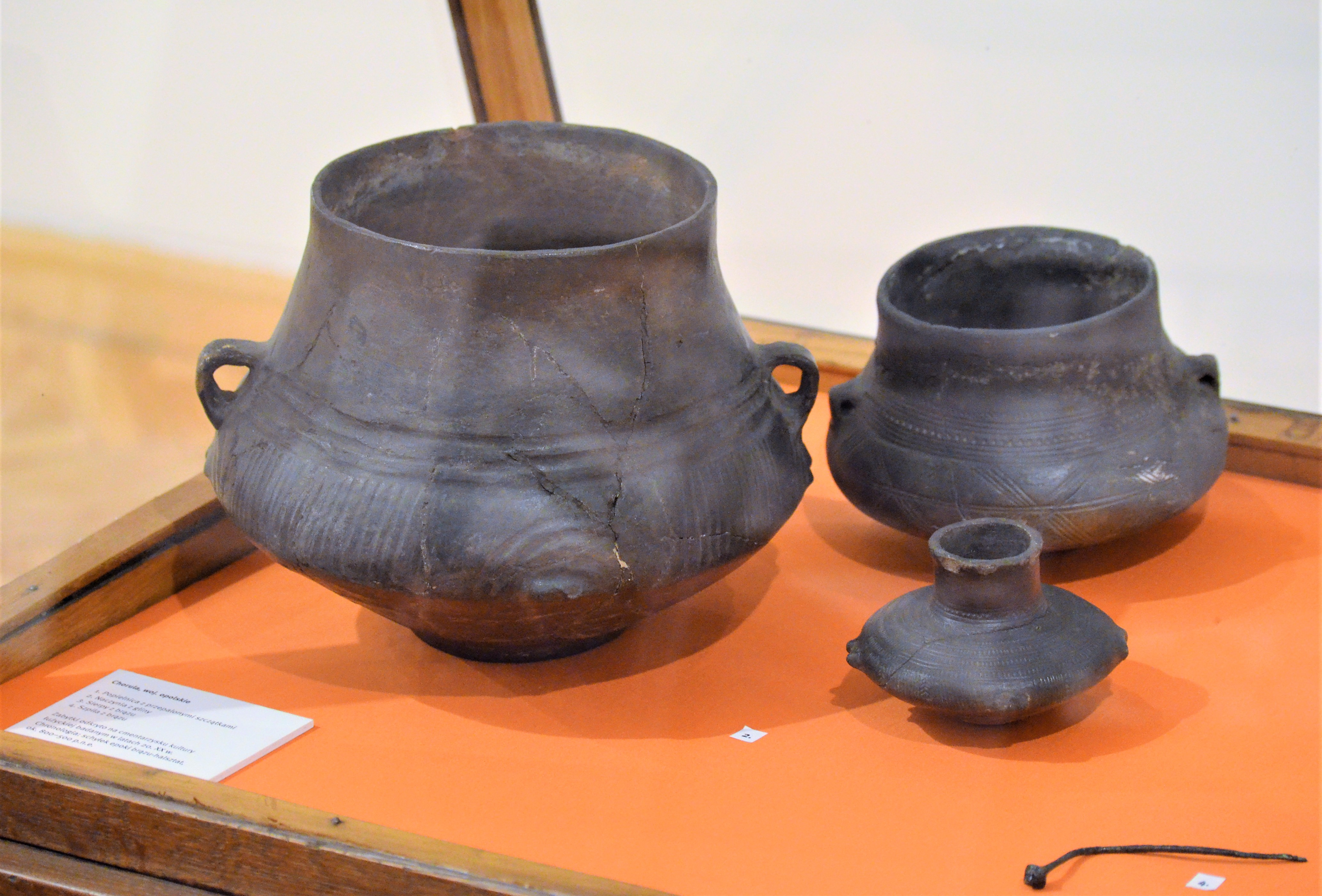
Gefäße aus der Zeit 800–500 v. Chr., gefunden bei Chorulla

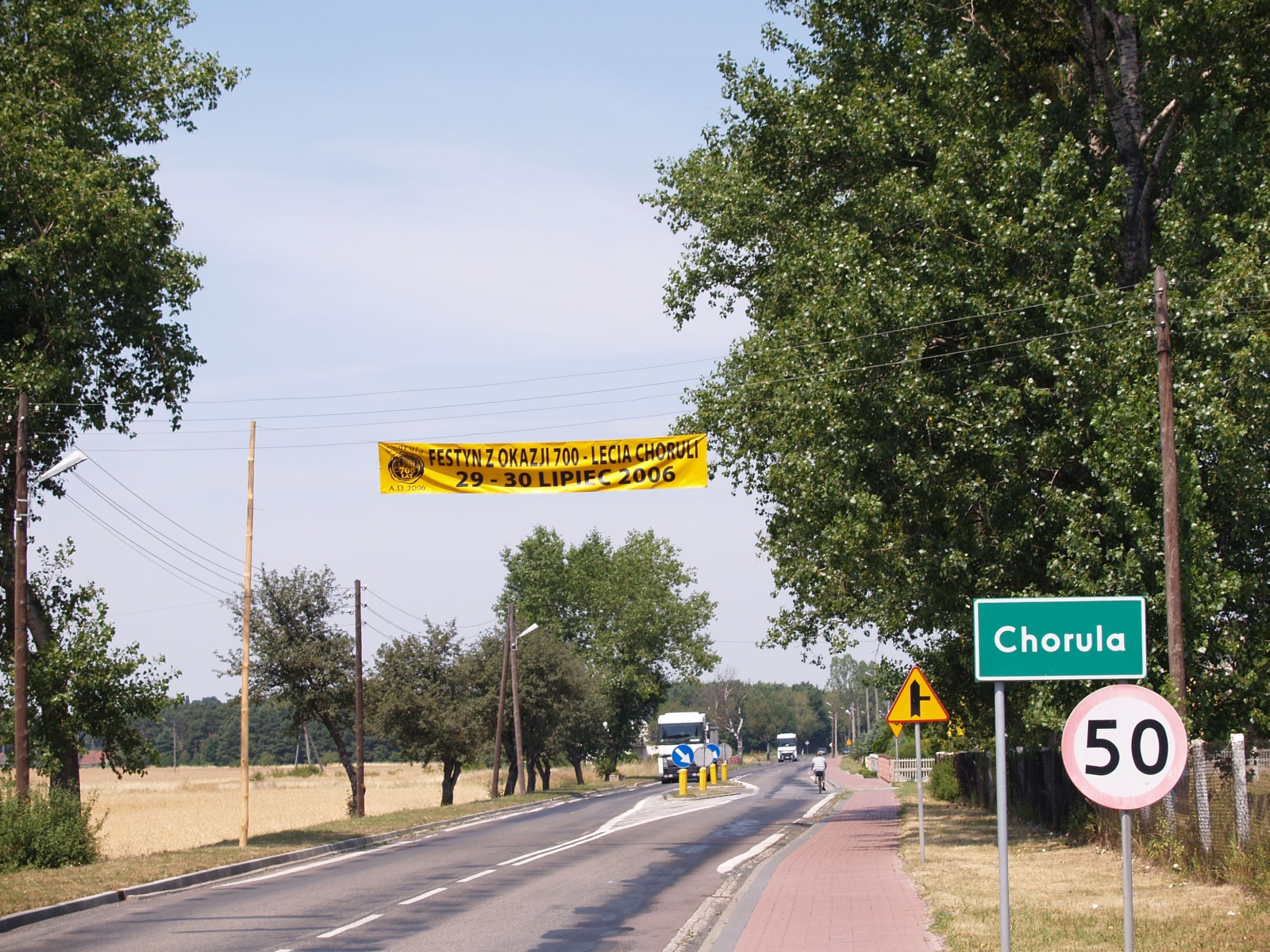
700 Jahre Chorula
(Ortseinfahrt im Juli 2006)

Bereits in der mittleren Steinzeit, die etwa um 4000 v. Chr. endet, siedelten bei Chorulla Menschen, wie reichhaltige Funde von Steingeräten beweisen. Für die jüngere Steinzeit bis etwa 2000 v. Chr. sind zwar Werkzeuge als Beweise menschlicher Wohnungen bisher nicht gefunden worden, aber etliche Siedlungsplätze. Von 1200 bis 600 v. Chr. siedelten bei Chorulla die sogenannten Illyrer – so genannt wegen ihrer rassischen Verwandtschaft mit den gleichzeitig in Illyrien lebenden Völkern.
Um 400 n. Chr. begann die Besiedlung des späteren Oberschlesien durch die Germanen, die dem Volksstamm der Vandalen angehörten. Von 400 bis 600 n. Chr. lebten diese Völker auch in der Gegend von Chorulla, was durch reichhaltige Funde nachgewiesen ist. Nach der allgemeinen historischen Annahme müssten nun von etwa 600 an slawische Funde nachweisbar sein, doch ist dies in ganz Oberschlesien nicht der Fall. Tatsächlich gibt es slawische Funde erst ab dem 9. Jahrhundert, und diese sind seit etwa 1100 stark untermischt mit germanischen Fundstücken. Im 14. Jahrhundert waren bereits deutsche Töpferwaren in Chorulla im Gebrauch, wie einige gefundene Scherben beweisen.

### 1200 bis 1450
Erst ab dem 13. Jahrhundert gibt es zu den Besitzern des Dorfes Chorulla einige erste urkundliche Nachweise, wobei die jeweiligen Besitzer sich üblicherweise nach ihrem Besitz nannten bzw. genannt wurden:
- 1258: Am 21. Oktober wird erstmals ein Friedrico de Chorule urkundlich erwähnt.
- 1306: Chorula villa wird erstmals im Breslauer Zehntregister Liber fundationis episcopatus Vratislaviensis  erwähnt; der Zehnt geht an den Bischof von Breslau.
- 1306: Am 19. Juni überschreibt der Breslauer Bischof Heinrich von Würben den Zehnten vom Dorfe Chorulla den beiden neu angestellten Küstern der Oppelner Kollegiatsstiftskirche „Zum heiligen Kreuz“ zu deren Unterhalt; diese Regelung galt wohl noch bis zur Säkularisation 1810.
- 1402: Am 17. April verkauft Miczke (Michael) von der Chorula drei Hufen an Hans Bes von Rogau.[1] Dieser Kauf scheint jedoch nach wenigen Jahren wieder rückgängig gemacht worden zu sein, denn aus genau derselben Quelle ergibt sich, dass Hans Bes am 3. Februar 1413 3½ Hufen zu Chorulla an Miczke von Chorula verkauft hat.
- 1412: Am 3. Oktober tritt ein Thomas Chorula in Oppeln als Zeuge auf (Quelle: Schirnding).
- 1425: Herzog Bolko von Oppeln verpfändet am 27. Februar seine obersten Rechte zu Chorulla an ebendiesen Tomke (Thomas) von der Chorula für 30 Mark (Quelle: Schirnding).
- 1442: Erwähnung eines Janke (Johann/Hanns) Chorulinsky von Drazenicz in einer Urkunde des Herzogs Bernhard von Falkenberg. Hierbei handelt es sich wohl um den folgend genannten Janusch von Szerau, der in oder vor 1447 Chorulla an Hannos Dobirswicz verkauft; dieser nennt sich später als Eigentümer Hannos von der Chorula.
- 1447: Dieser Hannos von der Chorula schuldet dem Janusch von Szerau für gekauftes Gut zu Chorula bis Montag nach Laurentii (2. August) 1447 gemäß einer in Oppeln abgegebenen Erklärung 60 Mark. Zahlt Hannos nach zwei Jahren seine Schulden nicht mit jeweils 10 % Zinsen p. a. zurück, so soll alles, was Janusch dem Hannos von der Chorula verkauft hat – dieser Besitz gehört zu jener Zeit Hannos und seinem Bruder –,  mit seiner Gerichtsbarkeit wieder an Janusch zurückfallen. Bei dem Bruder dürfte es sich um den folgend genannten Mikolasch Chorula handeln. Ein letzter Rest Chorullas gehört wohl noch unverändert dem Herzog von Oppeln (siehe unten) (Quelle: Codex diplomaticus Silesiae, Band 6, Seite 220).

### 1450 bis 1650
Etwas zusammenhängender wird die Geschichte Chorullas ab dem 20. Oktober 1476. Denn an diesem Tag kaufte Girzick Dobirswicz (Georg von Dobschütz), der erste in direkter Linie nachweisbare Ahnherr der noch heute bestehenden Familie von Dobschütz, gemäß einer zu Oppeln ausgefertigten Urkunde (Quelle: Schirnding) von den Gläubigern des verstorbenen Mikolasch Chorula (siehe oben: 1447) dessen hinterlassenen Besitz zu Chorula. Es ist also anzunehmen, dass Girzick von seinem Vater Hannos von der Chorula (siehe oben: 1447) nach dessen Tod einen Anteil des Dorfes Chorulla geerbt hatte und nun am 20. Oktober 1476 einen anderen Anteil Chorullas nach dem Tod seines Onkels Mikolasch, Bruder des Hannos, dessen Gläubigern abkaufen konnte, um Dorf und Gut Chorulla wieder zum Großteil zu besitzen.
Nach Girzicks Tod im Jahr 1525 erbte dessen ältester Sohn Ladislaus Dorf und Gut und besaß dies bis zu seinem eigenen Tod im Jahr 1550. Zuvor hatten Bruder Matthus (Matthias) und Schwester Margaretha im Juni 1525 gleich auf ihren Erbteil verzichtet. Der jüngere Bruder Nikolaus verkaufte seinen eigenen Erbteil erst 1538 an den erstgeborenen Ladislaus.

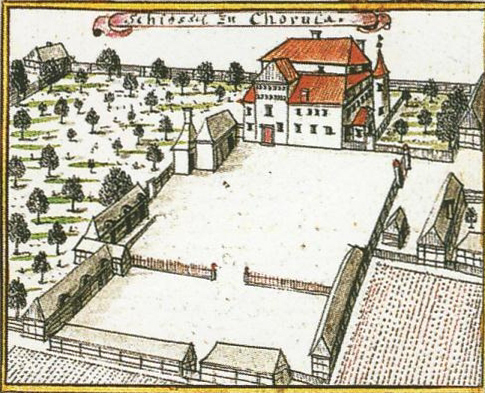
Das Gut Chorulla zu Zeiten der Familie von Larisch im 18. Jh.
(Zeichnung: Friedrich Bernhard Werner (1690–1776))

Ladislaus’ andere beiden Brüder Friedrich und Paul Chorula kauften zusammen 1526 selbst einen Anteil von Chorulla von Herzog Johann II. von Oppeln und 1529 noch dazu das Vorwerk Chorulla. Waren dies nun die restlichen Anteile, die damals Girzick und später seinem Sohn Ladislaus noch gefehlt hatten? Friedrich und Paul blieben beide anscheinend ohne Nachkommen, so dass diese Anteile nach ihrem Tod an ihren Neffen Georg gefallen sein dürften, der dann endlich Chorulla zu 100 % besessen haben dürfte.
Dieser Georg, Ladislaus ältester Sohn und Girzicks Enkel, hielt Chorulla seit der Erbschaft in 1525 bis zu seinem Lebensende im Jahr 1574 und vererbte Dorf und Gut wiederum weiter an seinen ältesten Sohn Ladislaus. Zuletzt erbte 1614 dessen erstgeborener Sohn Johann (Hans) Georg den alten Familienbesitz. Erst dieser Johann Georg von Dobschütz verkaufte am 4. November 1636 Dorf und Gut Chorulla für 9000 Taler an Balzer Larisch den Jüngeren (Quelle: Schirnding).
Chorula war also mindestens von etwa 1450 bis 1636 der Familienbesitz dieser Dobschütz-Linie und deshalb machten sie traditionsgemäß Chorulla ab etwa 1530 auch zum eigenen Familiennamen; man nannte sich bis zum endgültigen Verkauf des Besitzes Chorula – selbst wenn man nicht selbst, sondern z. B. der Bruder der alleinige Besitzer war. Erst nach dem Verkauf (1636) gebrauchte man wieder den ursprünglichen Familiennamen von Dobschütz in unterschiedlichen phonetischen Schreibweisen.

### 1650 bis 1945

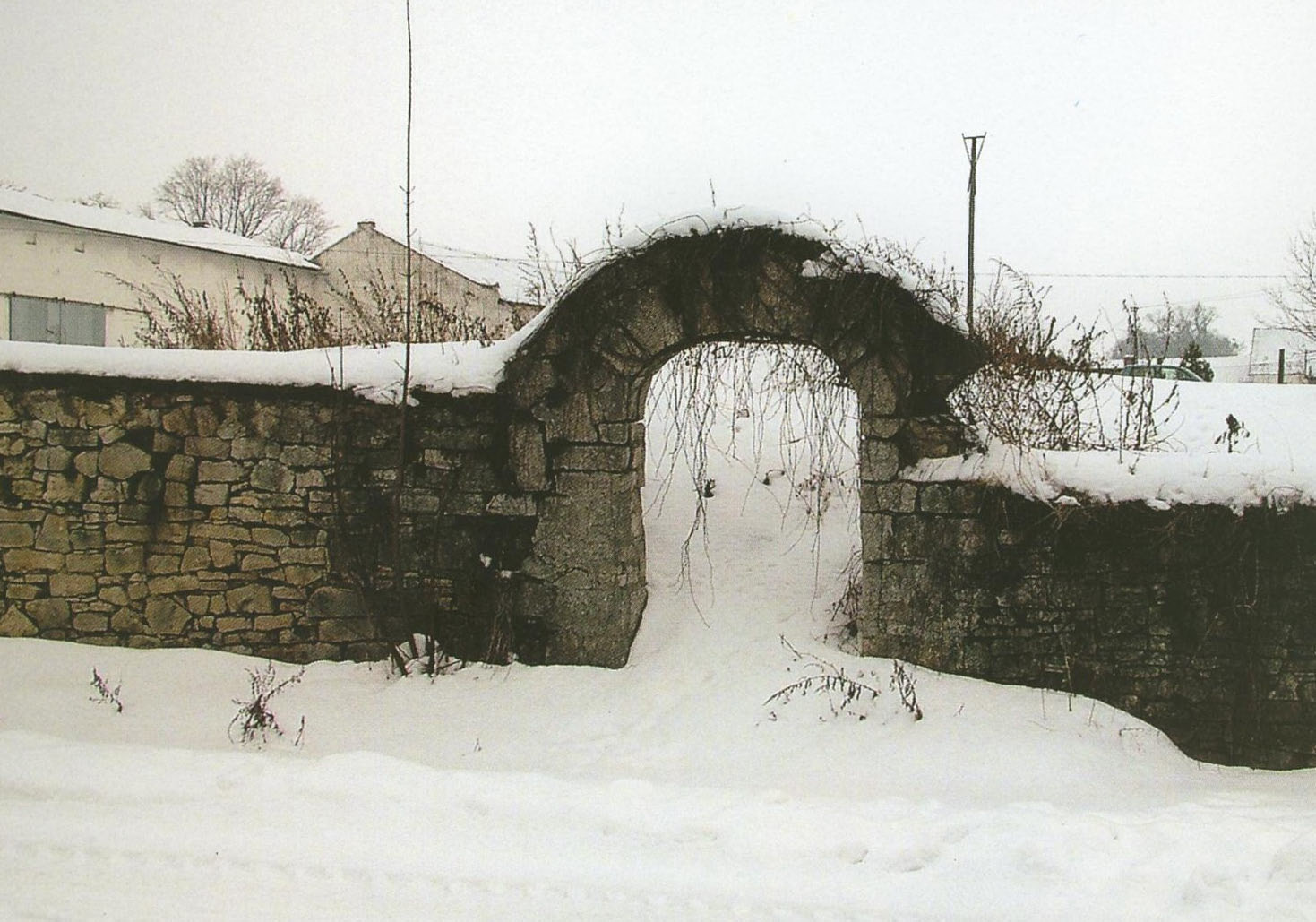
Reste eines Gutseingang um 2000

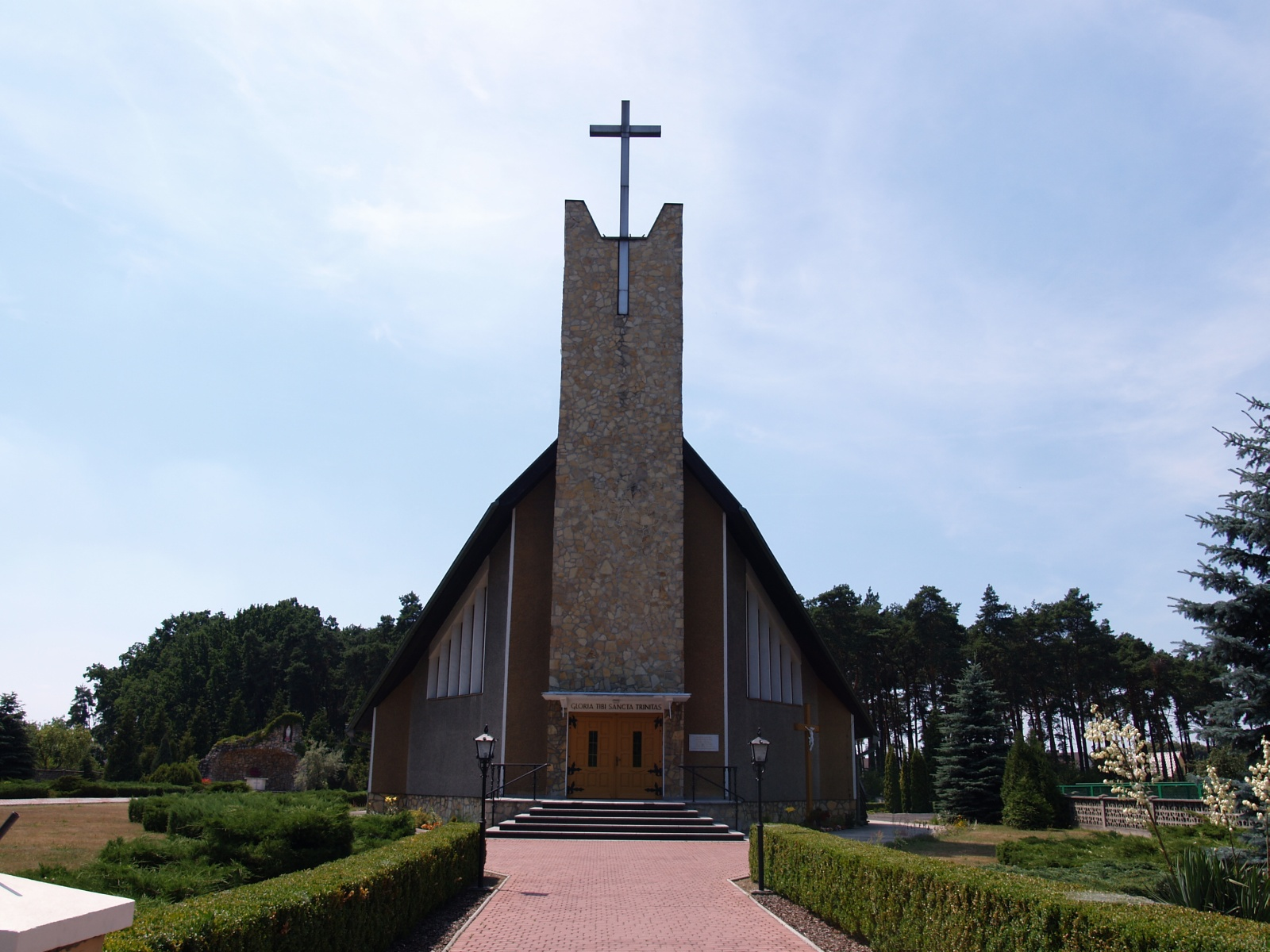
Die von Kardinal Ratzinger im Jahr 1983 eingesegnete Kirche in Chorula

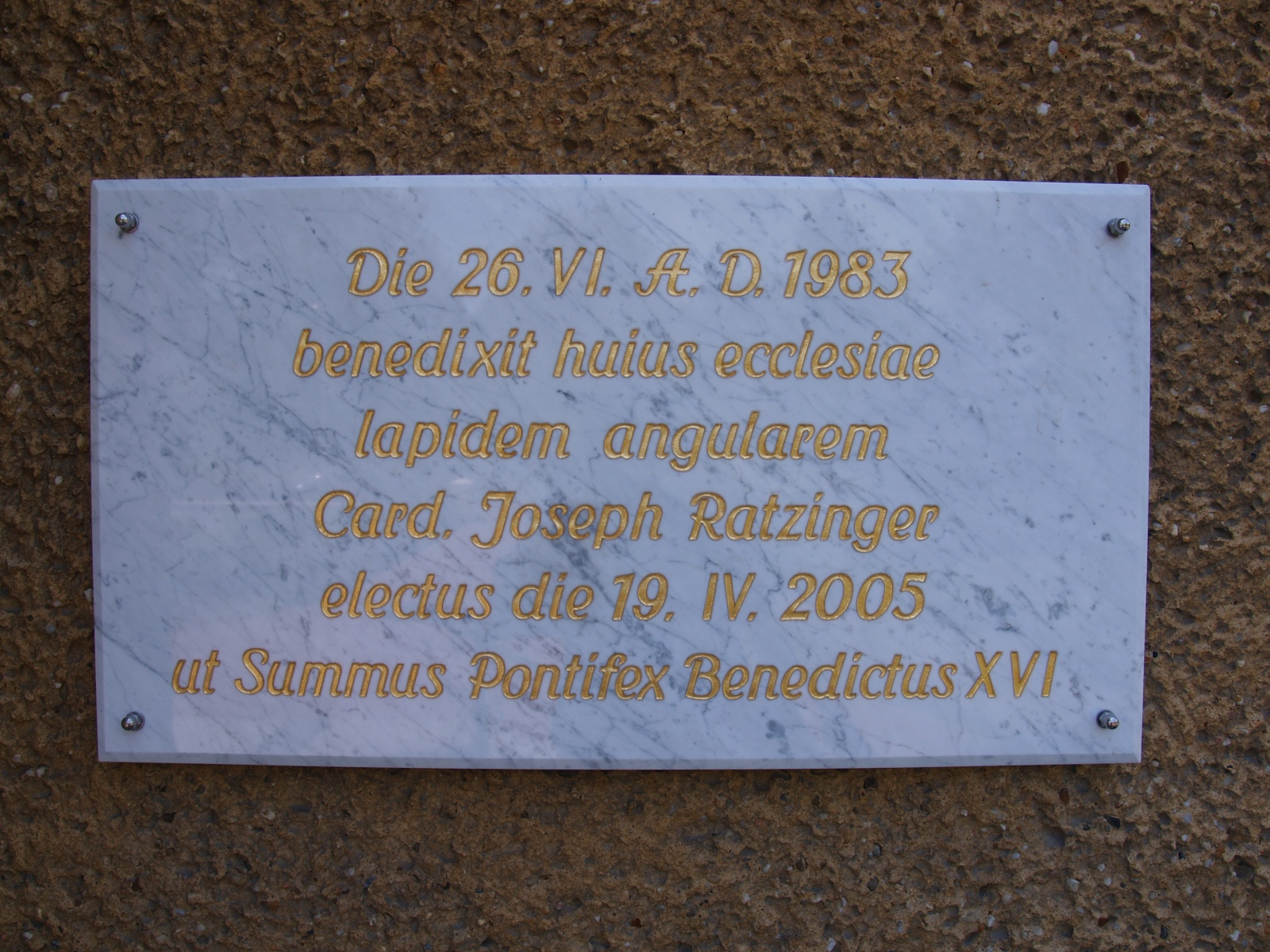
Gedenktafel an die Kirchensegnung im Jahr 1983 durch Kardinal Ratzinger (Papst Benedikt XVI.)

- 1783: Chorulla gehört einer Freiin von Larisch; Chorulla ist also seit 1636 noch immer in Larisch-Besitz. Es waren vorhanden ein Vorwerk (Dominium), zwölf Bauern, zehn Gärtner, fünf Häusler und eine Windmühle, zusammen 115 Einwohner.
- 1803: Erwähnt werden ein Schloss, ein Vorwerk, zwölf Bauern, zehn Gärtner, fünf Häusler und ein Windmüller.
- 1818: Chorulla wird dem Landkreis Groß Strehlitz zugeordnet.
- 1844: Das Rittergut gehört der Familie Reil, die Chorulla schon früher von einer Familie von Strachwitz übernommen hatte.
- 1845: Die „Uebersicht der Dörfer, Flecken, Städte“ beschreibt Dorf und Gut Chorulla: Chorulla gehört zum Regierungsbezirk Oppeln, das zuständige Oberlandesgericht ist in Ratibor (3¼ Meilen), das Postamt ist in Krappitz (eine Meile), ein Schloss, ein Vorwerk, 258 katholische Einwohner; die evangelische Kirche ist in Krappitz, die katholische Kirche in Ottmuth; es gibt eine Windmühle, einen Kalkofen und den Kalksteinbruch, zwei Kähne à 9 Last. Hierzu gehört auch das Vorwerk Dalecký. Zu dieser Zeit bestehen beide Schreibweisen – Chorulla (deutsch) und Chorula (polnisch).
- 1864: Für Chorulla wird angegeben: neun Gärtner und sechs Häusler mit zusammen 120 Morgen Grundbesitz (Bauern sind nicht genannt), ein Kretscham, eine Bockwindmühle und eine Oder-Fähre. Das Rittergut umfasst mit Vorwerk Daleki und 17 Morgen Kalksteinbruch insgesamt 3249 Morgen. Es werden 1200 Schafe gehalten. Der Kalksteinbruch wird direkt in Kähne geladen und auf der Oder abtransportiert. Die Kalkbrennerei arbeitet nur für den eigenen Bedarf.
- 1908: Chorulla hatte genau 426 Einwohner. Das „Schlesische Ortschaftsverzeichnis“ beschreibt Chorulla in diesem Jahr: Dorf und Rittergut (mit Steinbruch), Kreisstadt Groß Strehlitz (28,5 km entfernt), Amtsgericht und evangelische Kirche in Krappitz (sieben km), Post und Eisenbahnstation in Gogolin (8,5 km), Amtsbezirk, Standesamtsbezirk und katholische Kirche in Ottmuth; 249 Einwohner im Dorf und 177 Einwohner auf dem Rittergut.
- 1927 Die Verhältnisse haben sich nicht wesentlich geändert. Besitzerin ist weiterhin die Familie Reil. Chorulla hat 401 Einwohner.
- 1935: „Meyers Orts- und Verkehrslexikon des Deutschen Reiches“ sagt über Chorulla aus: Der Ort hat 466 Einwohner, das zuständige Postamt ist in Gogolin, die nächste Eisenbahnstation ist im vier Kilometer entfernten Przywor (Przywory, Landkreis Oppeln, heutige Bahnstrecke Kędzierzyn-Koźle–Opole), das zuständige Amtsgericht in Krappitz.
- 1936: Am 7. Juli wird Chorulla umbenannt in Steinfurt.

### 1945 bis heute
- 1945: Steinfurt erhält wieder seinen polnischen Namen Chorula und wird unter polnische Verwaltung gestellt.
- 1983: Kardinal Joseph Ratzinger, der spätere Papst Benedikt XVI., hat „den Grundstein beim Bau einer kleinen Kirche in Chorula eingesegnet. Später hat er mich immer danach gefragt, wie es um seine kleine ‚Kathedrale‘ in Chorula bestellt sei.“ (Quelle: Alfons Nossol, Erzbischof von Opole, in: Schlesisches Wochenblatt Nr. 40, Oktober 2005).
- 2005: Die deutsche Heidelberg Materials betreibt seit einigen Jahren über ihre Tochterfirma Górażdże Cement S.A. in Chorula den Kalksteinabbruch.
- Am 30. April 2010 erhielt der Ort seinen amtlichen deutschen Namen.[2]

## Sehenswürdigkeiten
- Die römisch-katholische Dreifaltigkeitskirche (Kościół Trójcy Świętej) wurde 1983 bis 1985 errichtet. Der Grundstein wurde in Anwesenheit des Kardinals Joseph Ratzinger gelegt.
- Friedhofskapelle
- Gedenkstein zur 700-Jahr-Feier
- Alter Friedhof mit Soldatengräbern
- Hölzernes Wegekreuz
- Altes Schulgebäude

## Vereine
- Sportverein KS Magnum Chorula